# Wurzen (stacja kolejowa)
Wurzen – stacja kolejowa w Wurzen, w kraju związkowym Saksonia, w Niemczech. Znajdują się tu 3 perony. Stacja jest zintegrowana z siecią S-Bahn Mitteldeutschland.